# بلاگووار
بلاگووار (انگلیسی: Blagovar) یک شهرک در شهرستان بلاگووارسکی باشقیرستان کشور روسیه است.